# Goran Paskaljević
Goran Paskaljević (Beograd, 22. travnja 1947. – Pariz, 25. rujna 2020.) bio je srbijanski filmski redatelj.
Rođen je u Beogradu, a odgojen je kod bake i djeda u Nišu u južnoj Srbiji, nakon razvoda roditelja. Četrnaest godina kasnije vratio se u Beograd gdje je radio sa svojim očuhom u Jugoslavenskoj kinoteci.
Umro je 25. rujna 2020. u Parizu.